# 格姆特里 (阿肯色州)
格姆特里（英語：Gum Tree）是位於美國阿肯色州耶爾縣的一個非建制地區。該地的面積和人口皆未知。

## 地理
格姆特里的座標為35°11′12″N 93°27′11″W / 35.18667°N 93.45306°W，而該地的平均海拔高度為米（即英尺）。